# Cándido Velázquez-Gaztelu
Cándido Velázquez-Gaztelu Ruiz (Jerez de la Frontera, 16 de marzo de 1936 - Madrid, 8 de noviembre de 2012) fue un empresario y directivo español. Ejerció la presidencia de Tabacalera desde 1982 hasta 1989, y de Telefónica desde 1989 hasta 1996.

## Biografía
Nacido en Jerez de la Frontera en 1936, se licenció en Derecho por la Universidad de Granada y cursó una maestría de dirección de empresas en la IESE Business School de Barcelona. Era militante del Partido Socialista Obrero Español y de la Unión General de Trabajadores.
Después de haber trabajado en el departamento comercial de Coca-Cola en Málaga, en 1973 ingresó en Tabacalera cuando aún era el monopolio estatal de tabacos y ocupó distintos cargos, tales como la jefatura de ventas y la dirección comercial. En diciembre de 1982, fue nombrado presidente de Tabacalera por el nuevo gobierno de Felipe González. Durante sus siete años en la dirección, Velázquez-Gaztelu asumió la modernización, diversificación y transformación del monopolio, en un contexto marcado por la entrada de España en la Comunidad Económica Europea.
En diciembre de 1989 fue nombrado presidente de Telefónica en sustitución de Luis Solana. Bajo su mandato se consiguió resolver las listas de espera para obtener línea gracias a un notable aumento de la plantilla y a las nuevas instalaciones en zonas rurales. También asumió medidas como reforzar el carácter comercial de la empresa pública, adquirir participaciones en operadores de América Latina, y modernizar las redes de comunicación con los primeros servicios de telefonía móvil analógica e internet.  En 1995, ya al final de su mandato, el gobierno español inició la privatización de la compañía.
En junio de 1996, con la llegada a la presidencia de José María Aznar, Velázquez-Gaztelu fue reemplazado al frente de Telefónica por Juan Villalonga. En sus últimos años se dedicó al asesoramiento de empresas y formó parte de varios consejos de administración, entre ellos los de Adolfo Domínguez y la Asociación Empresarial del Tabaco. También fue miembro de la Fundación Telefónica y presidente de la Confederación Española de Autismo. Falleció el 8 de noviembre de 2012, a los 76 años, tras una larga enfermedad.